# Kaldbakur (berg i Island, Västfjordarna, lat 65,82, long -23,66)
Kaldbakur är ett berg i republiken Island. Toppen på Kaldbakur är 998 meter över havet.
Närmaste större samhälle är Þingeyri, nära Kaldbakur.